# Johan Hagströmer
Johan Vilhelm Hagströmer, född 4 december 1845 i Stockholm, död 15 maj 1910 i Uppsala, var en svensk jurist. Han var professor i straffrätt vid Uppsala universitet. Hagströmer var svåger till Elsa Eschelsson, Sveriges första kvinnliga juris doktor.

## Biografi
Johan Vilhelm Hagströmer var son till kaptenen Johan Jacob Hagströmer av adelsätten Hagströmer och Ulrika Lovisa Kyntzell samt sonsons son till läkaren Anders Johan Hagströmer. Han blev student vid Uppsala universitet 1865, juris utriusque kandidat 1870 samt docent i svensk allmän lagfarenhet och romersk rätt vid Uppsala universitet 1872. Efter flera lärarförordnanden vid dess juridiska fakultet utnämndes han där 1877 till extra ordinarie och 1888 till ordinarie professor i straffrätt. År 1877 blev han juris hedersdoktor och 1893 filosofie hedersdoktor. 1886–1887 var han ledamot av Nya lagberedningen. 
1901 påbörjade han det omfattande, för positiv svensk straffrätt grundläggande verket Svensk straffrätt, som bygger på hans föreläsningar i ämnet. Första bandet omfattande straffrättens allmänna del. Han ansluter sig här till den så kallade historiska skolan och hävdar att straffrätten endast hade två källor: lagstiftningen och det allmänna rättsmedvetandet.
Dessutom bidrog Hagströmer med en mängd rättsvetenskapliga artiklar i första upplagan av Nordisk familjebok.
I enlighet med 37 § i 1809 års regeringsform blev han som huvudman för ätten Hagströmer adelsman vid faderns frånfälle 1887.  Han gifte sig 1874 med Ida Carolina Lovisa Eschelsson, syster till Elsa Eschelsson. De blev föräldrar till landshövdingen Sven Hagströmer.